# Колокола для босых
«Колокола для босых» (чешск.: Zvony pre bosých) — чехословацкий военный фильм 1965 года режиссёра Станислава Барабаша, по мотивам романа Ивана Буковкана «В ожидании смерти».

## Сюжет
Война идёт к концу, однако, в словацких горах Малая Фатра ещё происходят стычки между отступающими нацистами и словацкими партизанами. 
Партизаны Андрей и Сташек в перестрелке убивают двух немцев и берут в плен одного молодого солдата по имени Ганс. Они решают доставить его в штаб. Но после изнурительного пути обнаруживают, что штаб передислоцировался, и теперь их командование неизвестно где.
Они отправляются через горы. Колокола далекой сельской церкви начинают доноситься до них, всё громче и громче… Отчаянное путешествие по непредсказуемой природе, где смерть постоянно рядом, а также рядом немецкий отряд с безжалостным лейтенантом. В перестрелке немцы ранят Андрея. С раненым и бредящим Андреем ситуация усложняется. Наконец они добираются до какой-то сгоревшей лачуги, где встречают наполовину сошедшую с ума ещё нестарую деревенскую женщину Верону, с которой Ганс становится близок. 
Фильм заканчивается трагически для словацких партизан и Ганса. Они застигнуты врасплох немецким подразделением, которое приказывает Гансу убивать своих словацких «врагов». Но он отказывается, поэтому немецкий командир сначала стреляет в него, а затем в обоих партизан, оставляя женщину жить и уходя с циничным приветствием.

## В ролях
- Владо Мюллер — Андрей
- Иван Райняк — Сташек
- Аксель Дитрих — Ганс
- Эва Кржижевская — Верона
- Радован Лукавский — немецкий офицер

## Критика
Самый замечательный фильм за последнее время. Это захватывающее исследование взаимоотношений между людьми.— Svobodné slovo, 23. december 1965

«Колокола для босых» — третий фильм режиссёра. Без сомнения можно сказать, что лучший из этого трио. Барабашу удалось привнести в фильм атмосферу напряженности, соответствующую очень хорошей актёрской игре Мюллера, Райняка и польской актрисы Евы Кржижевской. Лейтенант Лукавского, отмеченный суверенностью личности актера, также ярко выражен. И самым приятным сюрпризом является профессиональный уровень кинематографического искусства Винсента Росинко.— Richard Blech - Úvaha nad jedným slovenským filmom // Pravda, 9. máj 1966

Это требовательная киноработа, созданная на хорошем уровне. Его режиссёрская и актёрская работа ставит его в число лучших словацких фильмов 1965 года. — Zvony ľudskosti // Roľnícke noviny, 4. január 1966